# Abraxas centrisinensis
Abraxas centrisinensis là một loài bướm đêm trong họ Geometridae.